# وفاء بلال
وفاء بلال (10 يونيو 1966) فنان وأكاديمي أمريكي عراقي، كان أستاذًا في معهد شيكاغو للفنون، يعمل حاليًا أستاذاً للفنون في مدرسة تيش العليا للفنون بجامعة نيويورك.

## حياته
ولد وفاء بلال عام 1966 في محافظة النجف، حاصل على شهادة البكالوريوس في الفنون الجميلة من جامعة نيومكسيكو، وحاصل على شهادة الماجستير في الفنون والتكنولوجيا من كلية معهد الفنون في شيكاغو. وحاصل على شهادة الدكتوراه الفخرية من جامعة ديباو الأميركية. اشتهر وفاء عالمياً بأعماله التفاعلية والأدائية عبر الإنترنت التي تثير حوارات حول السياسات الدولية والشخصية. شكّلت أعماله جزءاً من المقتنيات الدائمة لمتحف مقاطعة لوس أنجلوس للفنون؛ ومتحف التصوير المعاصر في شيكاغو؛ والمتحف العربي للفن الحديث، الدوحة، وغيرها.
صنفته مجلة فورين بوليسي، من بين 100 مفكر عالمي في 2016، وحصل على جائزة من مؤسسة نيويورك للفنون في عام 2012، كما نال تكريماً كفنان متميز من جائزة حرية الإبداع، كيب تاون عام 2011. كان أيضًا واحداً من اختيارات نقاد "آرتفورم" عام 2010.

## المعارض
تشمل المعارض الفردية:
- الأشياء التي يمكنني قولها، آرتبيس، سان أنتونيو، تكساس، الولايات المتحدة (2018).
- المتحف العربي الأميركي الوطني، ديربورن، الولايات المتحدة (2017).
- غاليري وندسور الفني، كندا (2016).
- النشيد الثالث، نيويورك آرموري شو، الولايات المتحدة (2015).
- سلسلة الرماد، ديفيد وينتون بيل غاليري، جامعة براون، بروفيدنس، الولايات المتحدة (2013).
- لقاء ديناميكي، أكسيوما - معهد الفن المعاصر، ليوبليانا، سلوفينيا (2012).
- "...والعدّ"، مؤسسة إليزابيث للفنون، نيويورك (2010).
- وفاء بلال: ثلاثة أجساد، كلية ديفيدسون، الولايات المتحدة (2010).

المعارض الجماعية تشمل:
- ترينالي المتحف الوطني للمحاربين القدامى، مركز شيكاغو الثقافي، الولايات المتحدة (2019).
- أجساد المعرفة، مسرح العمليات، متحف موما للفن المعاصر، نيويورك، الولايات المتحدة (2019).
- متحف نيو أورليانز للفنون، الولايات المتحدة (2019).
- إلكترونيك سوبر هايوي، وايت تشابل غاليري، لندن (2016).
- بينالي فينيسيا 56 (2015).
- خارج الأنقاض، دوروثي أوبر بريان غاليري، بولينغ غرين، الولايات المتحدة (2012).
- سبيس، بيتسبرغ، الولايات المتحدة (2012).
- سابفيرشن، كورنرهاوس، مانشستر (2012 ؛ وبينالي جاكرتا الرابع عشر (2011).
- الفن في زمن القلق، فعاليات مؤسسة الشارقة للفنون (2020)